# Liste von Sakralbauten in Gifhorn
Die Liste von Sakralbauten in Gifhorn umfasst jetzige und ehemalige Kirchengebäude und andere Sakralbauten in der Kreisstadt Gifhorn in Niedersachsen.

## Bestehende Sakralbauten
| Bild | Stadtteil | Konfession                         | Name                                           | Lage                                               | Bemerkung |
| ---- | --------- | ---------------------------------- | ---------------------------------------------- | -------------------------------------------------- | --- |
|      | Kernstadt | evangelisch-lutherisch             | St.-Nicolai-Kirche                             | 52° 29′ 17″ N, 10° 32′ 45″ O Marktplatz            | von 1734 bis 1744 nach Plänen des Landbaumeisters Otto Heinrich von Bonn erbaut                                                               |
|      | Kernstadt | evangelisch-lutherisch             | Martin-Luther-Haus                             | 52° 28′ 21″ N, 10° 32′ 49″ O Limbergstraße 29      | 1959 erbaut |
|      | Kernstadt | evangelisch-lutherisch             | Paulus-Kirche                                  | 52° 28′ 46″ N, 10° 33′ 52″ O Brandweg 38           | 1965 erbaut |
|      | Gamsen    | evangelisch-lutherisch             | Epiphaniaskirche                               | 52° 30′ 30″ N, 10° 32′ 8″ O An der Kirche 2        | 1990 erbaut, am 6. Januar 1991 geweiht |
|      | Kästorf   | evangelisch-lutherisch             | Lazarus-Kirche                                 | 52° 32′ 8″ N, 10° 31′ 21″ O Pappelweg              | 1911/12 als Anstaltskirche der Kästorfer Anstalten (Diakonie) erbaut                                                                          |
|      | Kernstadt | evangelisch-lutherisch             | Schlosskapelle                                 | 52° 29′ 23″ N, 10° 32′ 51″ O Schloßplatz 1         | im Schloss Gifhorn, 1547 als eines der ersten evangelischen Gotteshäuser in Deutschland erbaut                                                |
|      | Kernstadt | römisch-katholisch                 | St.-Bernward-Kirche                            | 52° 29′ 17″ N, 10° 32′ 12″ O Kirchweg 7            | 1914/15 erbaut |
|      | Kernstadt | römisch-katholisch                 | St.-Altfrid-Kirche                             | 52° 28′ 28″ N, 10° 33′ 32″ O Pommernring 2         | 1971/72 erbaut |
|      | Gamsen    | selbständig evangelisch-lutherisch | Philippuskirche                                | 52° 30′ 30″ N, 10° 32′ 27″ O Hamburger Str. 37     | Philippusgemeinde, ab 2001 ehemalige Bäckerei Busse zu einem Gemeindezentrum mit Kirche umgebaut                                              |
|      | Kernstadt | evangelisch-lutherisch             | Gemeindehaus                                   | 52° 28′ 8″ N, 10° 33′ 47″ O Calberlaher Damm 112   | Evangelische Gemeinschaft Gifhorn e.V., Mitglied im Ohofer Gemeinschaftsverband (ursprünglich Landeskirchliche Gemeinschaft Gifhorn)          |
|      | Kernstadt | evangelisch-lutherisch             | Gemeindehaus                                   | 52° 29′ 12″ N, 10° 31′ 7″ O Celler Str. 106c       | Evangelisch-lutherische Brüdergemeinde |
|      | Kernstadt | evangelisch-lutherisch             | Gemeindehaus                                   | 52° 29′ 51″ N, 10° 30′ 50″ O Reichenberger Weg 14  | Evangelisch-Lutherische Brüdergemeinde |
|      | Kernstadt | evangelisch-lutherisch             | Birger-Forell-Haus                             | 52° 29′ 50″ N, 10° 31′ 15″ O Grüntaler Str. 1      | Ev.-luth. Christus-Brüdergemeinde Gifhorn e. V., entstanden durch russlanddeutsche Spätaussiedler                                             |
|      | Kernstadt | baptistisch                        | Bethaus                                        | 52° 28′ 24″ N, 10° 34′ 24″ O I. Koppelweg 69       | Evangelische Baptisten Gemeinde Gifhorn e.V.                                                                                                  |
|      | Kernstadt | baptistisch                        | Bethaus                                        | 52° 28′ 11″ N, 10° 33′ 7″ O Im Freitagsmoor 47     | Evangeliums Christen Baptisten Gifhorn e.V.                                                                                                   |
|      | Kernstadt | baptistisch                        | Friedenskirche                                 | 52° 28′ 50″ N, 10° 33′ 25″ O Brandweg 2            | 1984 erbaut |
|      | Kernstadt | pfingstlich                        | Kirche im Brauhaus                             | 52° 29′ 5″ N, 10° 32′ 7″ O Schützenplatz 1A        | Freie Christengemeinde im Bund Freikirchlicher Pfingstgemeinden, seit 2019 in ehemaliger Gaststätte Gifhorner Brauhaus, zuvor Pyritzer Str. 7 |
|      | Kernstadt | adventistisch                      | Adventhaus                                     | 52° 29′ 15″ N, 10° 32′ 24″ O Celler Str. 12        | Adventgemeinde Gifhorn-Mitte, 1990/91 durch Umbau des Opel-Autohauses Mittendorf errichtet                                                    |
|      | Kästorf   | adventistisch                      | Adventhaus                                     | 52° 31′ 13″ N, 10° 32′ 16″ O Hauptstr. 11          | Adventgemeinde Gifhorn Kästorf, durch Umbau der Gaststätte Zum Storchenblick errichtet                                                        |
|      | Kernstadt | russisch-orthodox                  | Kirche des Heiligen Nikolaus                   | 52° 29′ 30″ N, 10° 33′ 16″ O Bromer Str.           | 1995 geweiht, steht auf dem Gelände des Internationalen Mühlenmuseums                                                                         |
|      | Kernstadt | griechisch-orthodox                | Kirche der heiligen Rafael, Nikolaos und Irini | 52° 28′ 56″ N, 10° 33′ 30″ O Dannenbütteler Weg 14 | 1953 als neuapostolisches Kirchengebäude erbaut                                                                                               |
|      | Kernstadt | neuapostolisch                     | Kirche                                         | 52° 28′ 41″ N, 10° 34′ 23″ O Lehmweg 84            | 1996 erbaut |
|      | Kernstadt | freikirchlich                      | Gemeindehaus                                   | 52° 27′ 37″ N, 10° 32′ 16″ O Am Allerkanal 5       | Freie Evangeliums-Christengemeinde Gifhorn e. V.                                                                                              |
|      | Kernstadt | freikirchlich                      | Gemeindezentrum                                | 52° 29′ 6″ N, 10° 31′ 5″ O Am Luckmoor 7           | Christliches Zentrum Gifhorn e.V. |
|      | Kernstadt | freikirchlich                      | Gemeindehaus                                   | 52° 29′ 6″ N, 10° 31′ 51″ O Celler Str. 53         | Gemeinde Gottes |
|      | Kernstadt | freikirchlich                      | Gemeindehaus                                   | 52° 29′ 13″ N, 10° 31′ 10″ O Walkeweg 5B           | Gemeinde Gottes |
|      | Kernstadt | Zeugen Jehovas                     | Königreichssaal                                | 52° 29′ 6″ N, 10° 31′ 1″ O Am Luckmoor 8           | Versammlung Gifhorn |
|      | Kernstadt | islamisch                          | Moschee                                        | 52° 28′ 47″ N, 10° 32′ 29″ O Bahnhofstr. 12        | DITIB Türkisch Islamische Gemeinde zu Gifhorn e.V.                                                                                            |
|      | Gamsen    | islamisch                          | Moschee                                        | 52° 30′ 54″ N, 10° 32′ 25″ O Hamburger Str. 3B     | Kurdisch Islamische Gemeinde Mescidul Takwa e.V., in ehemaliger Bäckerei Schmidt                                                              |
|      | Kernstadt | islamisch                          | Moschee                                        | 52° 30′ 54″ N, 10° 32′ 25″ O Am Allerkanal 20      | Albanisch-Islamischer Kulturverein e.V. Gifhorn, 2018 eröffnet                                                                                |

## Ehemalige Sakralbauten
| Bild | Stadtteil | Konfession    | Name            | Lage                                         | Bemerkung                                                                                                |
| ---- | --------- | ------------- | --------------- | -------------------------------------------- | --- |
|      | Kernstadt | freikirchlich | Gemeindezentrum | 52° 28′ 28″ N, 10° 33′ 36″ O Pyritzer Str. 7 | 1963/64 erbaut, war im Bund Freikirchlicher Pfingstgemeinden, Nachnutzung als Psychiatrische Tagesstätte |
|      | Kernstadt |               | Georgskapelle   | 52° 29′ 20″ N, 10° 32′ 29″ O Am Weinberg 6   | 1382 erbaut, mehrfach erneuert, ab 16. Jahrhundert Friedhofskapelle, 1971 abgerissen                     |